# Al-Kamil
Al-Kamil Muhammad al-Malik (en árabe: الكامل محمّد الملك‎, al-Kāmil Muḥammad al-Malik) (1180-6 de marzo de 1238) fue un sultán de Egipto y Siria de la dinastía ayubí, aclamado por combatir en dos cruzadas, pero también vilipendiado por haber devuelto Jerusalén a los cristianos.

## Vida
Fue hijo del sultán Al-Adil, hermano de Saladino. En 1218, durante la Quinta Cruzada, al-Kamil dirigió la defensa de Damieta y se convirtió en sultán ese mismo año, cuando su padre murió en esa plaza.
Al-Kamil hizo varias ofertas de paz a los cruzados, las cuales fueron rechazadas debido a la intransigencia del legado papal Pelagio, que quería llevar a cabo la guerra santa a ultranza. Ofreció devolver Jerusalén, reconstruir sus murallas y el retorno de la Cruz Verdadera (que probablemente no tenía). Al-Kamil también negoció con San Francisco de Asís, que posiblemente le intentó convertir. Según estudios recientes[cita requerida], san Francisco no intentó convertir al sultán, al contrario, respetó su fe, pues solamente le interesaba en ese momento conseguir la paz entre ambos bandos. Buscar la conversión del sultán únicamente le hubiese supuesto más problemas y probablemente la condena a muerte por apóstata.
Al-Kamil no pudo defender Damieta, que cayó en poder de los cruzados en noviembre de 1219. El sultán se retiró a al-Mansurah, una fortaleza alejada del Nilo. Después de esto, no hubo grandes acciones hasta 1221, cuando al-Kamil ofreció a los cruzados otra tregua que fue rechazada de nuevo. Los cruzados marcharon al sur, hacia El Cairo, pero al-Kamil simplemente abrió las presas y permitió que el Nilo se desbordase, lo que finalmente propició que los cruzados aceptaron una tregua de ocho años. Al-Kamil retomó Damieta en septiembre.
En los siguientes años, compartió el poder con su hermano al-Mu'azzam, que gobernó Siria mientras él lo hacía en Egipto. Al-Kamil propuso al emperador Federico II Hohenstaufen que había planeado la Sexta Cruzada, la devolución de Jerusalén para crear un estado tapón entre Egipto y Siria.
Al-Mu'azzam murió en 1227, lo que eliminó la necesidad de un acuerdo con el emperador cristiano, pero para entonces Federico II ya había llegado a Oriente. Al-Kamil y su otro hermano, al-Ashraf, se repartieron los dominios de Al-Mu'azzam: toda Palestina y Transjordania fueron para al-Kamil, mientras que Siria la obtuvo al-Ashraf. En febrero de 1229, al-Kamil negoció una tregua de diez años con Federico II y devolvió Jerusalén y otros lugares santos al reino cruzado. El acceso de los musulmanes y los judíos a la ciudad quedó vedado, excepto para los sitios sagrados musulmanes de la Cúpula de la Roca y la Mezquita de Al-Aqsa. Los cristianos no habían recobrado Jerusalén desde la reconquista de Saladino de 1187. Al-Kamil no permitió que las murallas fuesen reconstruidas, para que no se volviese un centro de poder cristiano. Sin embargo, muchos musulmanes y cristianos se opusieron a este acuerdo, incluyendo el patriarca latino de Jerusalén, quien emitió un interdicto sobre la ciudad más santa de la cristiandad (Federico II lo soslayó). En este periodo de diez años, hubo paz con los cruzados, pero al-Kamil tuvo que luchar contra los selyúcidas y los corasmios; murió finalmente en 1238.
Sus hijos as-Salih Ayyub y al-Adil II le sucedieron en Siria y Egipto respectivamente, pero el Imperio ayubí pronto se precipitó en una guerra civil. En 1239 expiró el tratado con Federico II y Jerusalén volvió bajo control ayubí hasta que fue tomada por los corasmios en 1244.